# Emmanuèle Jawad
Emmanuèle Jawad est une poète et une critique de poésie contemporaine française née le 4 novembre 1967.

## Biographie
Emmanuèle Jawad fait des études de cinéma et de sociologie.
Elle vit et travaille en région parisienne.
Elle publie à partir de 2009 dans de nombreuses revues (22 MDP, BoXon, Nioques, Sarrazine, RotoR, Ouste, animal, Teste, la vie manifeste, Attaques, Gare maritime…).
À partir de 2015, elle publie aux éditions Lanskine un ensemble de trois livres Faire le murpuis en 2016, En vigilance extérieure, et en 2018 carnets de mursqui questionnent la possible description des murs s'établissant aux frontières et « qui défigurent l’histoire » afin de faire « un travail de « contre-cartographie » de ce qui enferme et fragmente ». En 2016, la poète note que Wall on Wall, une exposition du photographe Kai Wiedenhöfer ayant eu lieu à Berlin en 2013, a « déclenché le motif mural » qui est sous-jacent à l'écriture de Faire le mur.
Avec [carnets de murs], c'est par une poésie objectiviste, en cela photographique, que la poète tente de décrire les clôtures et les murs de séparation. « La littéralité de relevés quasi topographiques est mise à l'épreuve par la recherche d'une phrase critique, trouée, souvent agrammaticale, parsemée d'élisions » écrit Emmanuel Laugier dans Le Matricule des Anges en janvier 2019.
Emmanuèle Jawad est en résidence d'écriture à la Maison Julien Gracq en 2018.
En 2020, elle collabore pour des créations sonores, avec Sylvain Kassap.
En 2021, elle publie Interférencesaux éditions Al Dante /  Les presses du réel. "Il s’agirait de voir comment, à travers l’évidence de ces poèmes où la langue met en scène de façon précise, détachée, modulaire (espaces, mouvements, aires) la technique photographique (ses scansions, ses processus, ses mots et ses coupures), se donne aussi à penser ce qui, hors de l’image, entre l’image et son absence, le texte et le poème, quelque chose comme l’écart, comme le « fond neutre » de la technique sur lequel s’enlève le texte, l’image, le poème".
Elle participe depuis 2015 à différentes rencontres et lectures publiques (Maison de la poésie de Paris, Maison Julien Gracq, Double-change, cipM, Festival MidiMinuitPoésie#22 de la Maison de la poésie de Nantes, festival Expoésie, Casa delle Letterature à Rome...)
Entre 2016 et 2019, Emmanuèle Jawad est membre du collectif Remue.net. En 2017, elle organise à la maison de la poésie de Paris une soirée questionnant le rapport Poésie & films. En tant que membre du comité de rédaction de remue.net, elle prend en charge, avec Marie de Quatrebarbes, la programmation de la onzième nuit remue où s'alternent lectures et performances de poésie contemporaine. Elle co-organise en juin 2019 à la bibliothèque de la Sorbonne La nuit remue 13.
Entre 2015 et 2025, Emmanuèle Jawad réalise une soixantaine d'entretiens avec des poètes actuels en particulier sur le site Diacritik. Son travail de critique se déploie dans de nombreuses revues en ligne (Libr-critique, Diacritik, Remue.net, Sitaudis, Poezibao, AOC média, les cahiers critiques de poésie du cipM). Elle collabore depuis 2016 avec le site Diacritik .
Elle est membre de la commission Poésie du CNL (2019 - 2022).
Elle entre dans le comité de rédaction de la revue Nioques fondée par Jean-Marie Gleize en 2022.

## Publications

### Livres de poésie
- Faire le mur, LansKine, 2015
- En vigilance extérieure, LansKine, 2016
- [carnets de murs], LansKine, 2018
- Interférences, Al Dante aux presses du réel, 2021[19]

### Collectif, anthologie
Madame tout le monde, anthologie sous la direction de Marie de Quatrebarbes, collection SING, Le Corridor bleu, 2022

### Articles critiques
- La poésie motléculaire de Jacques Sivan, Marseille, Al Dante, 2017 avec les préfaces de Vannina Maestri, Jennifer K.Dick, Jean-Michel Espitallier, Emmanuèle Jawad, Luigi Magno, Gaëlle Théval
- La revue de littérature générale de Pierre Alferi et Olivier Cadiot  dans Pierre alferi: une pratique monstre[21], Les presses du réel (janvier 2023)

### Entretiens
Depuis 2015, Emmanuèle Jawad a réalisé une soixantaine d'entretiens avec des poètes actuels en particulier sur le site Diacritik. D'autres également sur les sites Libr-critique, remue.net et sitaudis. Avec notamment Jacques Sivan, Jean-Marie Gleize, Nathalie Quintane, Suzanne Doppelt, Liliane Giraudon, Marie de Quatrebarbes, Marie Cosnay, Leslie Kaplan, Vannina Maestri, Sandra Moussempès, Jennifer K. Dick, Véronique Bergen, Anne Kawala, Bernard Noël, Florence Pazzottu, Justin Delareux, Jean-Marie Gleize, Julien Blaine, Jean-Philippe Cazier, David Lespiau, Sylvain Courtoux, Cristina de Simone, Michèle Métail, Anne-James Chaton, Pierre Alferi, Jean-Patrice courtois, Frédéric Forte et Jacques Jouet, Marius Loris Rodionoff, Dominique Cerf, Marc-Antoine Serra et Nicolas Vermeulin, Fanny Chiarello et Vincent Broqua, Virginie Gautier, Muriel Pic, Ioannis Chondros, Barbara Dimopoulou et Eleni Gioti autour de la poésie grecque actuelle, Guillaume Gesvret, Benoît Casas, Florence Jou et Valérie Vivancos, Jorn H. Svaeren, Emmanuel Laugier, Grégoire Sourice, Miguel Casado, Luc Bénazet, Lionel Ruffel, Clarisse Michaux, Elsa Boyer...